# 西神看護専門学校
西神看護専門学校（せいしんかんごせんもんがっこう）は、医療法人聖和錦秀会が兵庫県神戸市西区神出町に設置する専修学校である。神出病院・介護老人保健施設たちばな苑と同一敷地内に所在する。
保健師助産師看護師法に基づく看護養成所として厚生大臣の指定を受け、併せて学校教育法第82条の2の規定による専門学校として1992年（平成4年）4月に設置された。

## 学科
- 看護専門課程看護学科（3年課程全日制）入学定員40名[1]

## 取得できる資格・免許状
- 専門士（看護専門課程）の称号[2]
- 看護師 国家試験受験資格[1]
- 保健師・助産師学校受験資格[1]
- 養護教諭養成課程の受験資格[1]

## 交通アクセス
- 神戸市営地下鉄「西神中央駅」またはJR山陽本線「明石駅」から神姫バス「三木行」または「社行」普通に乗車し「小束野」停留所下車、東へ約800m。
- 在校生はスクールバスが利用でき、JR山陽本線「明石駅」、神戸市営地下鉄「西神中央駅」、神戸電鉄「緑が丘駅」・「志染駅」へ運行されている。
- 駐車場・駐輪場を備えており、在校生は自動車やバイク・自転車で登校が可能となっている。